# Mentor Miftari
Mentor Miftari (* 4. April 1971 in Kosovska Mitrovica, SFR Jugoslawien, heute Kosovo) ist ein ehemaliger albanischer Fußballspieler.

## Vereinskarriere
Mentor Miftari kam 1995 aus der ersten mazedonischen Liga zum FC Erzgebirge Aue, die zu dieser Zeit in der Regionalliga Nordost spielten. Nach 4 Jahren bei Aue wechselte der Abwehrspieler innerhalb der Liga zunächst für ein Jahr zum VFC Plauen und danach zum SV Babelsberg 03. Die Babelsberger hatten sich für die neu eingeführte zweigleisige Regionalliga qualifiziert. Und obwohl die Mannschaft vor der Saison noch als Absteiger gehandelt wurde, schaffte Miftari mit seinem Team sogar den Aufstieg in die 2. Fußball-Bundesliga. Dort angekommen folgte jedoch der völlige Einbruch und die Babelsberger stiegen mit 22 Punkten Rückstand auf einen Nichtabstiegsplatz als Tabellenletzter wieder ab. Dennoch absolvierte Miftari in dieser Saison seine einzigen Profieinsätze im deutschen Fußball. Nach dem Abstieg wechselte der Albaner zum VfL Osnabrück, mit denen er am Saisonende der Regionalliga auf Platz zwei landete. Doch Miftari folgte den Osnabrückern nicht in die zweite Liga und ging zum VfB Leipzig in die vierte Liga. Die Leipziger spielten unter diesem Namen ihre letzte Saison und wurden dann aufgrund des anhängigen Insolvenzverfahrens aufgelöst. Danach ging der Albaner zum ehemaligen Ligakonkurrenten Hallescher FC, wo er eine Saison spielte. Beim SV Yeşilyurt Berlin beendete Mentor Miftari seine aktive Karriere im Alter von 34 Jahren. Wie bereits zuvor in Babelsberg, Leipzig und Halle hieß sein Trainer auch dort wieder German Andrejew.